# Gualán
Gualán est une ville du Guatemala située dans le département de Zacapa.